# 佛子山镇
佛子山镇，是中华人民共和国湖北省天门市下辖的一个乡镇级行政单位。

## 行政区划
佛子山镇下辖以下地区：
坟禁社区、坟禁村、店咀村、王岭村、雷畈村、代河村、兰巷村、佛山村、金杯村、天门口村、天龙村、双湖村、海湾村、陈场村、龚巷村、毛河村、涂楼村、方场村、王场村、青龙村、洪湖村、卢咀村、三湖村、青山湖村、刘巷村、康台村和佛子山林场生活区。